# Barabastäppen

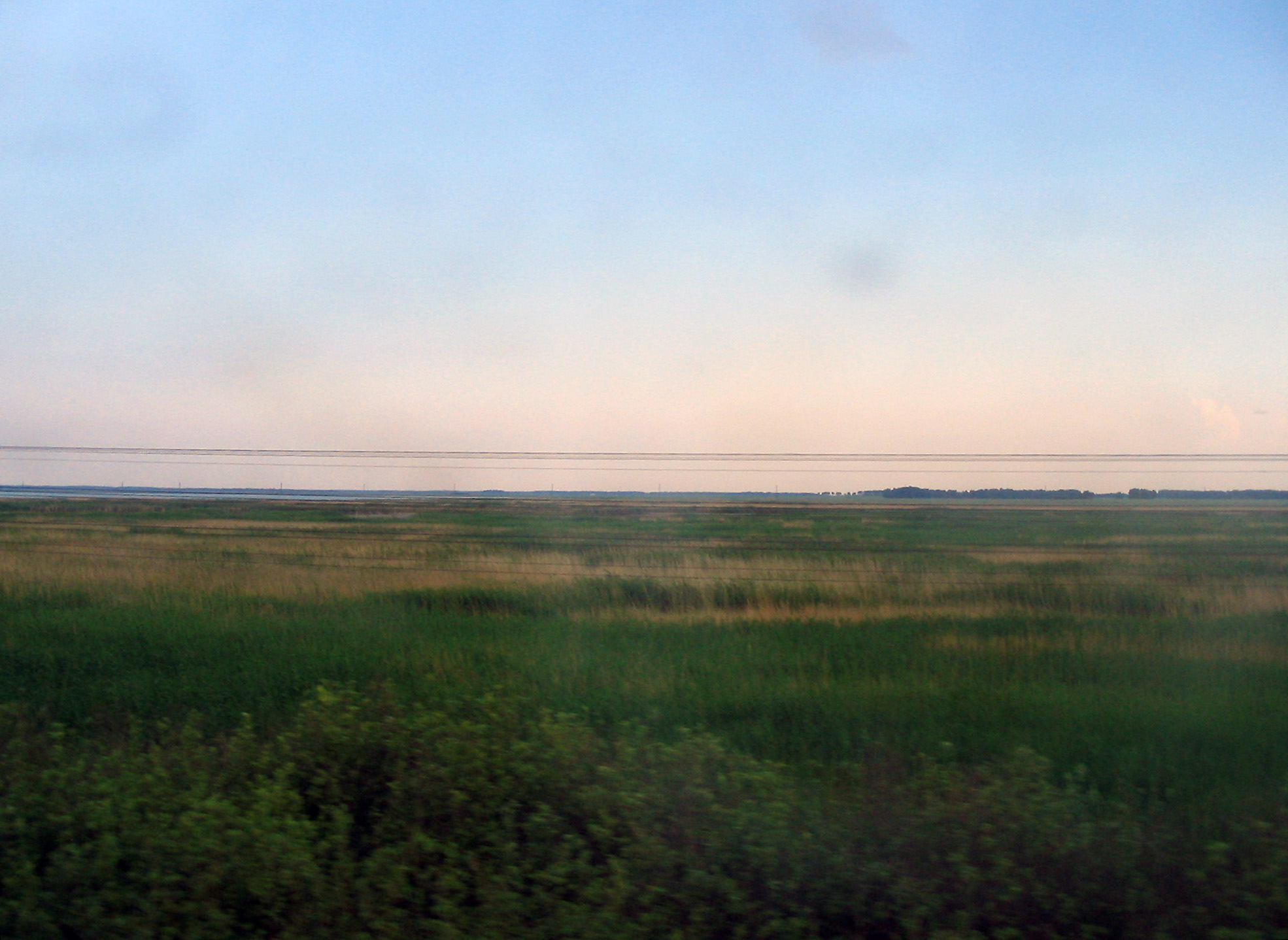
Vy över stäppen från tåget.

Barabastäppen eller Hungerstäppen är ett stäppområde i sydvästra Sibirien, söder om Transsibiriska järnvägen mellan Ob och Irtysj.
Landskapet, som sänker sig i norr genomkorsas av kilometerlånga nordöst-sydvästligt gående höjdryggar med mellanliggande vattenfyllda sänkor. Barabastäppens norra del är skogbeväxt, under det att dess södra del, Kalundastäppen är nästan trädlös.